# Saphanidus basilewskyi
Saphanidus basilewskyi är en skalbaggsart som beskrevs av Pierre Lepesme och Stefan von Breuning 1956. Saphanidus basilewskyi ingår i släktet Saphanidus och familjen långhorningar. Inga underarter finns listade i Catalogue of Life.